# Sambre (métro léger de Charleroi)
Pour les articles homonymes, voir Sambre (homonymie).
Sambre est une station du métro léger de Charleroi. Elle est située entre les stations Tirou et Gare Centrale (anciennement Sud) entre l'hôtel des Chemins de Fer et le Tri Postal où est située la gare des bus A.

## Histoire
La station est ouverte au public le 1er septembre 2022 à quelques encablures d'un ancien arrêt de bus nommé Charleroi Écluse en service jusqu'au début des travaux d'extension du métro. Initialement elle devait ouvrir au public comme arrêt provisoire le 1er janvier 2022, pour des raisons de sécurité elle a été ouverte au public le 1er septembre 2022 comme arrêt provisoire sans nom spécifique permettant aux voyageurs d'avoir accès au métro sans devoir aller prendre à pied le métro à la station Tirou ou la station Villette depuis la gare provisoire A.
- Station provisoire le 1er janvier 2022

Station provisoire le 1 janvier 2022
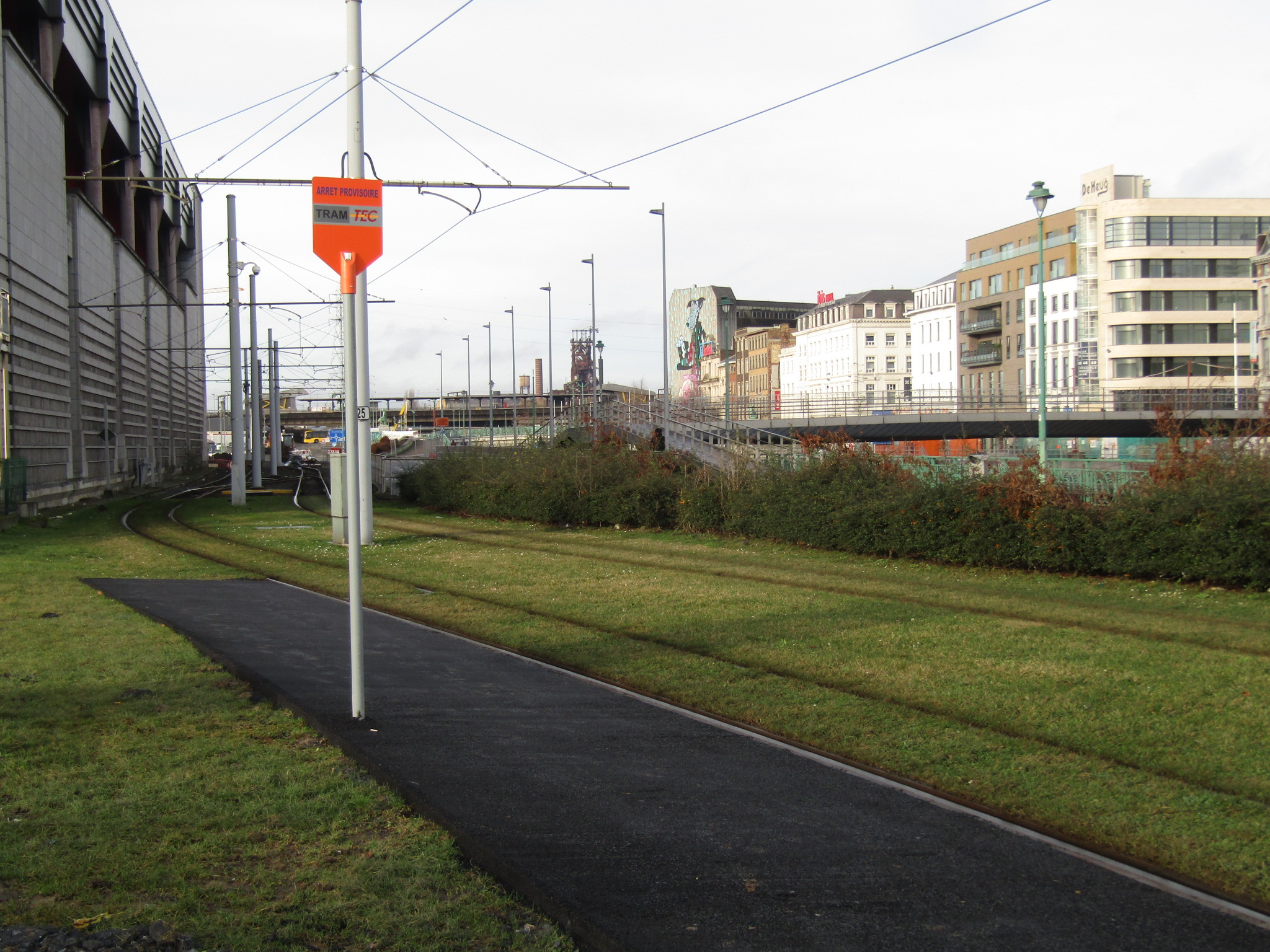
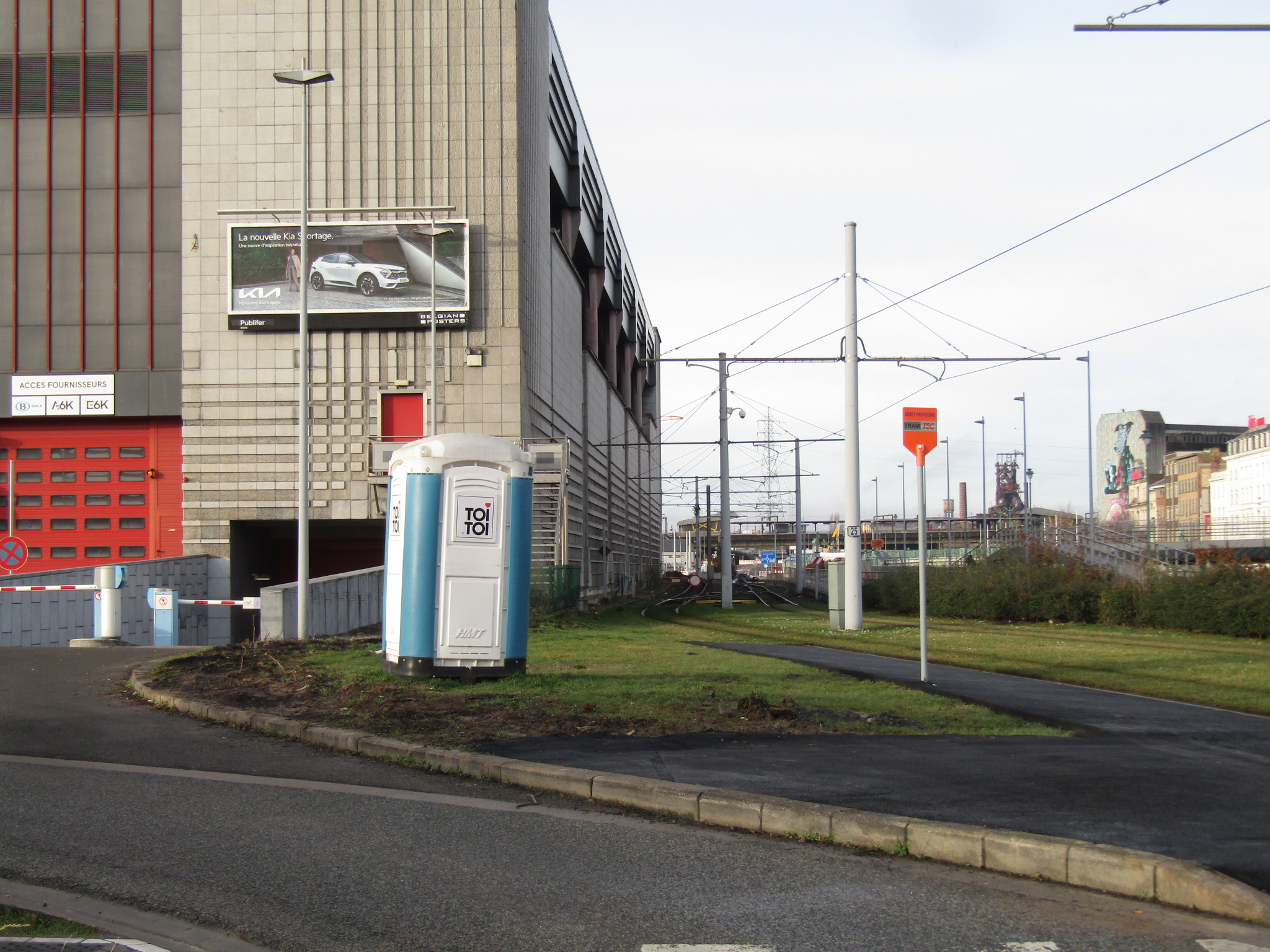
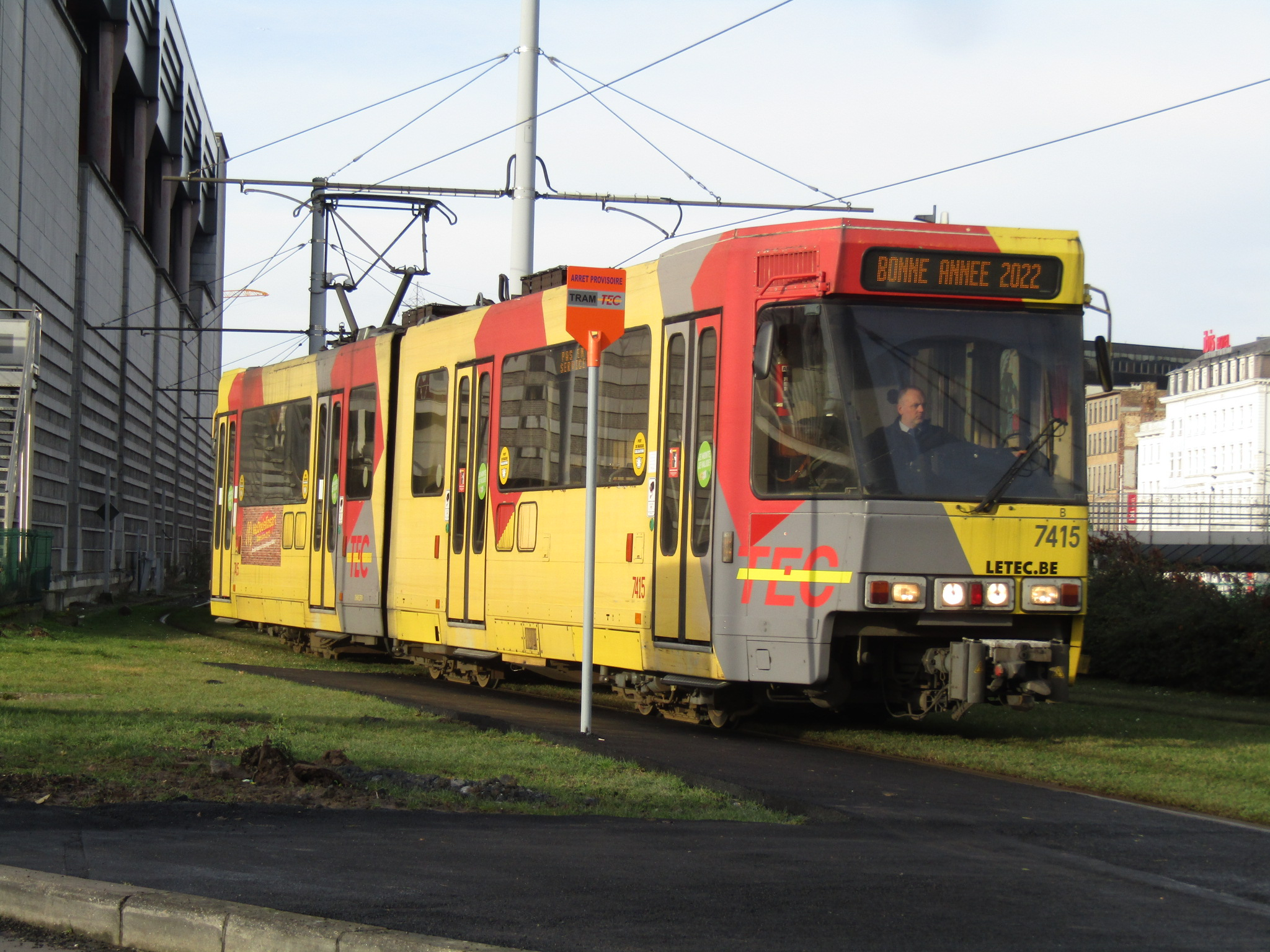

Le 3 janvier 2023 l'arrêt provisoire devient un arrêt permanent et reçoit comme nom d'arrêt "Sambre".

Station définitive le 28 décembre 2022
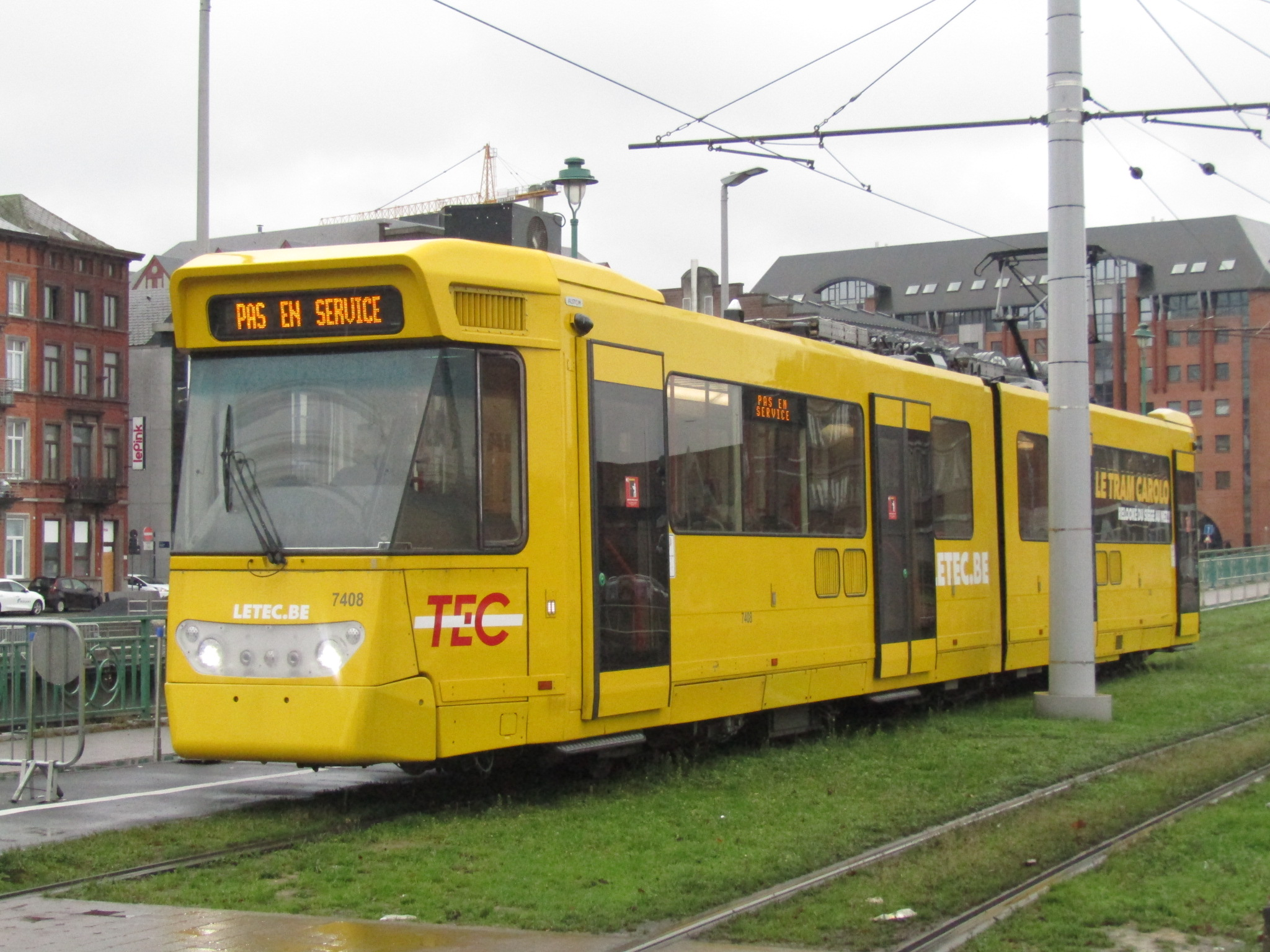
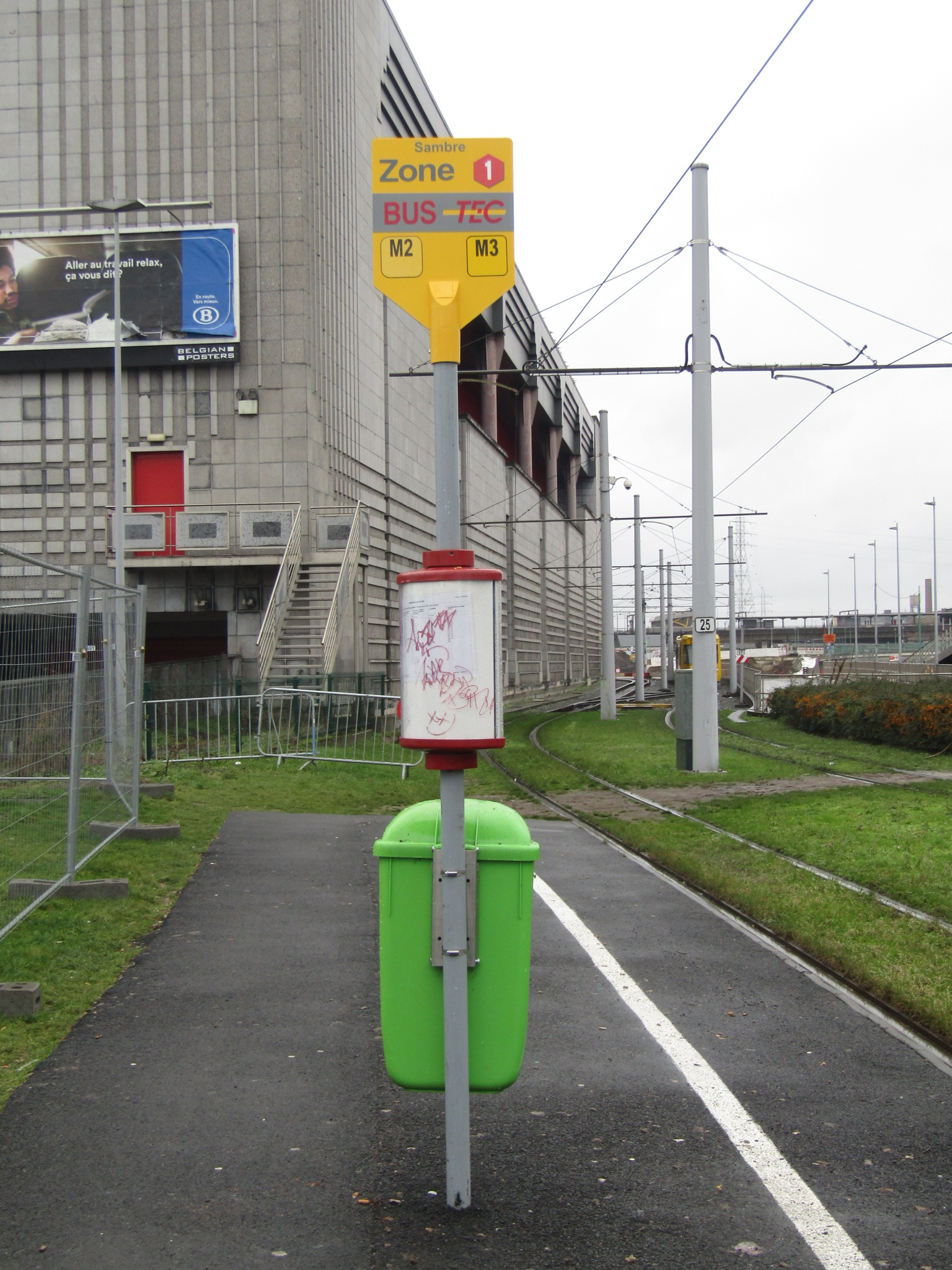

## Services aux voyageurs

### Desserte
La station est desservie par les lignes M1, M2, M3 et M4.

### Intermodalité
La station est située à proximité de la gare routière A de la gare de Charleroi-Central. Elle est desservie par les lignes 1, 3, 13, 14, 18, 19, 20, 25, 35, 52, Bruyères et Cerisiers du TEC Charleroi et par les lignes 138b et 451 du TEC Namur-Luxembourg.

## Sources
- Valentin Lecocq, « Le métro fait son retour à la gare de Charleroi-Central », sur rtbf.be, 3 janvier 2023 (consulté le 13 novembre 2023)
- https://www.charleroi.be/actualites/a-partir-du-3-janvier-le-metro-repassera-par-la-gare-centrale
- « La gare de Charleroi bientôt à nouveau desservie par le métro : toutes les nouveautés sur le réseau TEC de » , sur sudinfo.be, 22 décembre 2022 (consulté le 13 novembre 2023)